# Potisnik na premcu
Potisnik na premcu ali bočni potisnik (ang. bow thruster ali stern thruster) je potisnik nameščen na sprednjem delu ladje (na premcu). Uporablja se manevriranje ladje, ko je le-ta v pristanišču. Potisnik premika nos ladje v levo ali desno (bočno) - tako ni potreben vlačilec. Bočni potisnik olajša in skrajša čas maveriranja in ladja lahko operira v pristaniščih, kjer ni vlačilcev. Večinoma se bočni potisniki uporabljajo na potniških ladjah. 
Obstajajo tudi bočni potisniki, ki imajo vodni reaktivni motor namesto klasičnega propelerja.
Potisnik na premcu se ne uporablja za pogon ladje naprej. 